# Ian McNeice
Ian McNeice (Basingstoke, 2 de outubro de 1950) é um ator e dublador inglês. Ganhou fama interpretando o agente do governo Harcourt na minissérie Edge of Darkness em 1985, participando posteriormente de filmes populares como The Englishman Who Went Up a Hill But Came Down a Mountain, Ace Ventura: When Nature Calls e Frank Herbert's Dune. Também interpretou Bert Large na comédia Doc Martin, O leitor de notícias na série Rome e Winston Churchill em Doctor Who.

## Filmografia

### Filmes e televisão
| Ano       | Título                                                     | Papal                                | Notes                                                                                               |
| --------- | ---------------------------------------------------------- | ------------------------------------ | --------------------------------------------------------------------------------------------------- |
| 1982      | The Life and Adventures of Nicholas Nickleby               | Wackford Squeers / Scaley / Croupier | Série                                                                                               |
| 1983      | The Cleopatras                                             | Alexander                            | Série                                                                                               |
| 1983      | Grizzly II: The Concert                                    | Bernie                               | |
| 1983      | Voice Over                                                 | "Fats" Bannerman                     | |
| 1984      | Minder                                                     | Eric Morgan                          | Episódio: "Rocky Eight and a Half"                                                                  |
| 1984      | Top Secret!                                                | Blind souvenir salesman              | |
| 1985      | Edge of Darkness                                           | Harcourt                             | Minissérie                                                                                          |
| 1987      | Personal Services                                          | Harry                                | |
| 1987      | 84 Charing Cross Road                                      | Bill Humphries                       | |
| 1987      | Cry Freedom                                                |                                      | Não creditado                                                                                       |
| 1987      | The Lonely Passion of Judith Hearne                        | Bernard Rice                         | |
| 1987      | A Perfect Spy                                              | Sefton Boyd                          | |
| 1988      | Whoops Apocalypse                                          | Thrush                               | |
| 1988      | The Raggedy Rawney                                         | Fazendeiro                           | |
| 1989      | Valmont                                                    | Azolan                               | |
| 1989      | Around the World in 80 Days                                | Batcular                             | Minissérie                                                                                          |
| 1990      | 1871                                                       | Príncipe do País de Gales            | |
| 1990      | The Russia House                                           | Merrydew                             | |
| 1991      | Secret Friends                                             | Primeiro empresário                  | 1991 "Lovejoy" Gervais Rackham                                                                      |
| 1992      | Year of the Comet                                          | Ian                                  | |
| 1992      | B & B                                                      | Horace Gilbert                       | |
| 1992      | The Blackheath Poisonings                                  | George Collard                       | Telefilme                                                                                           |
| 1992      | An Ungentlemanly Act                                       | Dick Baker                           | Telefilme                                                                                           |
| 1993      | Don't Leave Me This Way                                    | Oscar Ghilardi                       | |
| 1993      | Age of Treason                                             | Casca                                | Telefilme                                                                                           |
| 1994      | No Escape                                                  | Rei                                  | |
| 1995      | Pie in the Sky                                             | Mr Wilkes                            | |
| 1995      | Funny Bones                                                | Stanley Sharkey                      | |
| 1995      | Sharpe's Battle                                            | Wagonmaster-General Colonel Runciman | Telefilme                                                                                           |
| 1995      | The Englishman Who Went Up a Hill But Came Down a Mountain | George Garrad                        | |
| 1995      | Ace Ventura: When Nature Calls                             | Fulton Greenwall                     | |
| 1996      | Chef!                                                      | Gustave LaRoche                      | Série                                                                                               |
| 1996      | Cadfael : The Devil's Novice                               | Canon Eluard                         | Série                                                                                               |
| 1997      | The Beautician and the Beast                               | Iva Grushinsky                       | |
| 1997      | A Life Less Ordinary                                       | Mayhew                               | |
| 1998      | How to Make the Cruelest Month                             | Peggy Asks                           | |
| 1998      | Hornblower: The Examination for Lieutenant                 | Sr. Tapling                          | Telefilme                                                                                           |
| 1999      | The Auteur Theory                                          | Sr. Maximilian Fair Brown            | |
| 1999      | Joseph and the Amazing Technicolor Dreamcoat               | Potiphar                             | |
| 1999      | The Cherry Orchard                                         | Pishchik                             | |
| 1999      | A Christmas Carol                                          | Fezziwig                             | Telefilme                                                                                           |
| 1999      | David Copperfield                                          | Sr. Dick                             | Telefilme                                                                                           |
| 2000      | Longitude                                                  | Doctor                               | Série                                                                                               |
| 2000      | Frank Herbert's Dune                                       | Baron Vladimir Harkonnen             | Minissérie                                                                                          |
| 2000      | The Sleeper                                                | Sr. Tarburck                         | Telefilme                                                                                           |
| 2000      | The Nine Lives of Tomas Katz                               | Inspetor                             | |
| 2001      | Anazapta                                                   | Bispo                                | |
| 2001      | The Body                                                   | Dr. Sproul                           | |
| 2001      | Town & Country                                             | Peter Principal                      | |
| 2001      | Conspiracy                                                 | Dr. Gerhard Klopfer                  | Telefilme                                                                                           |
| 2001      | Midsomer Murders                                           | Who Killed cool robin                | Dr. Burgess                                                                                         |
| 2001      | The Fourth Angel                                           | Oficial Lewison                      | |
| 2001      | From Hell                                                  | Dr. Robert Drudge                    | |
| 2002      | Amnèsia                                                    | Doug Chandler                        | |
| 2002      | Man and Boy                                                | Nigel Batty                          | |
| 2002      | The Final Curtain                                          | Priest                               | |
| 2003      | Chaos and Cadavers                                         | Harry Kane                           | |
| 2003      | Frank Herbert's Children of Dune                           | Baron Vladimir Harkonnen             | Minissérie                                                                                          |
| 2003      | I'll Be There                                              | Graham                               | |
| 2003      | Blackball                                                  | Hugh the Sideburns                   | |
| 2004      | Spartacus                                                  | Lentulus Batiatus                    | Telefilme                                                                                           |
| 2004      | Freeze Frame                                               | Forensic Profiler Saul Seger         | |
| 2004      | Around the World in 80 Days                                | Coronel Kitchener                    | |
| 2004      | The Rocket Post                                            | Alex Miln                            | |
| 2004      | Bridget Jones: The Edge of Reason                          | Quizmaster                           | |
| 2004–     | Doc Martin                                                 | Bert Large                           | Série                                                                                               |
| 2005      | White Noise                                                | Raymond Price                        | |
| 2005      | Cherished                                                  | Bill Bache                           | Telefilme                                                                                           |
| 2005      | The Hitchhiker's Guide to the Galaxy                       | Kwaltz                               | Voz                                                                                                 |
| 2005      | Oliver Twist                                               | Limbkins                             | |
| 2005–2007 | Rome                                                       | O leitor de notícias                 | Série                                                                                               |
| 2006      | The Black Dahlia                                           | Coroner                              | |
| 2008      | Day of the Dead                                            | DJ Paul                              | |
| 2008      | Valkyrie                                                   | Joachim von Kortzfleisch             | |
| 2009      | Cleopatra: Portrait of a Killer                            | Cassius Dio (Historiador)            | Telefilme                                                                                           |
| 2010–2011 | Doctor Who                                                 | Winston Churchill                    | Episódios: "The Beast Below" Victory of the Daleks" The Pandorica Opens" The Wedding of River Song" |
| 2010      | Jonathan Creek                                             | Father Roderick Alberic              | |
| 2012      | Nativity 2: Danger in the Manger                           | Mr. Peterson Senior                  | Filme                                                                                               |
| 2012      | The Mystery of Edwin Drood                                 | Prefeito Sapsea                      | Telefilme                                                                                           |
| 2017      | We Are Tourists                                            | Harry                                | |
| 2017      | The House of Screaming Death                               | O Arquiteto                          | Filme independente                                                                                  |